# Aleksandra Dawidowicz
Aleksandra Dawidowicz (ur. 4 lutego 1987 w Kaliszu) – polska kolarka górska. Zawodniczka zawodowego zespołu MTB CCC Polkowice w latach 2009-2012, poprzednio zawodniczka UKS Koźminianka Koźminek, MTB Halls Team i Lotto Team, uczestniczka Igrzysk Olimpijskich w Pekinie (2008) i w Londynie (2012). 

## Igrzyska Olimpijskie
- 7. miejsce Londyn 2012
- 10. miejsce Pekin 2008

## Puchar Świata
- 1.  miejsce -klasyfikacja generalna Pucharu Świata U23  MTB-cross (2009)
- 8.  miejsce -wyścig MTB-cross Szwajcaria / Champery  Elita /       1. miejsce  - U23
- 4.  miejsce -wyścig MTB-cross Austria / Schladming      Elita /           1. miejsce  - U23
- 9.  miejsce -wyścig MTB-cross Kanada / Mont-Sainte-Anne Elita /  1. miejsce - U23
- 15. miejsce -wyścig MTB-cross Hiszpania / Madryt  Elita /            1. miejsce - U23
- 15. miejsce -wyścig MTB-cross Belgia / Houfallize  Elita /               1. miejsce U23

## Mistrzostwa Świata
- złoty medal - 2.09.2009, cross-country, Canberra –U23
- 1. miejsce -wyścig MTB -xce  Elita, Austria / Leogang (2012)
- 3. miejsce -wyścig MTB- cross  Włochy / Val di Sole (2008)
- 5. miejsce - wyścig MTB-cross  Szkocja / Fort William (2007)
- 9. miejsce - wyścig MTB- cross Elita,  Austria / Leogang   (2012)
- 15. miejsce -wyścig MTB-cross Elita, Kanada / Mont-Saint-Anne  (2010)
- 21. miejsce- wyścig MTB- cross Elita, Szwajcaria / Champery  (2011)
- 25. miejsce -wyścig MTB- cross Elita, Andorra / Wallnord (2015)

## Mistrzostwa Europy
- złoty medal - 11.07.2009, Zoetermeer – U23
- 6. miejsce  -wyścig MTB- cross Elita, Rosja / Moskwa (2012)
- 10. miejsce -wyścig MTB- cross Elita, Izrael / Hajfa (2010)

## Młodzieżowe Mistrzostwa Europy
- 6. miejsce - wyścig MTB-cross (2007)

## Mistrzostwa Świata Juniorów
- 4. miejsce - wyścig MTB-cross (2004)
- 9. miejsce - szosa-jazda ind. na czas (2005)
- 11. miejsce - szosa-jazda ind. na czas (2004)
- 17. miejsce - wyścig szosowy (2005)

## Mistrzostwa Europy Juniorów
- 1. miejsce - szosa-jazda ind. na czas (2005)
- 2. miejsce - wyścig MTB-cross (2005)
- 4. miejsce - wyścig MTB-cross (2004)
- 6. miejsce - wyścig szosowy (2005)

## Inne
- 3. miejsce - GP MTB (2005)